# Mamburao
Mamburao est une ville de 2e classe, capitale de la province du Mindoro occidental aux Philippines. Selon le recensement de 2010 elle est peuplée de 39 237 habitants.

## Barangays
Mamburao est divisée en 15 barangays.
- Balansay
- Fatima
- Payompon
- San Luis
- Tangkalan
- Tayamaan
- Talabaan
- Poblacion 1
- Poblacion 2
- Poblacion 3
- Poblacion 4
- Poblacion 5
- Poblacion 6
- Poblacion 7
- Poblacion 8

## Démographie

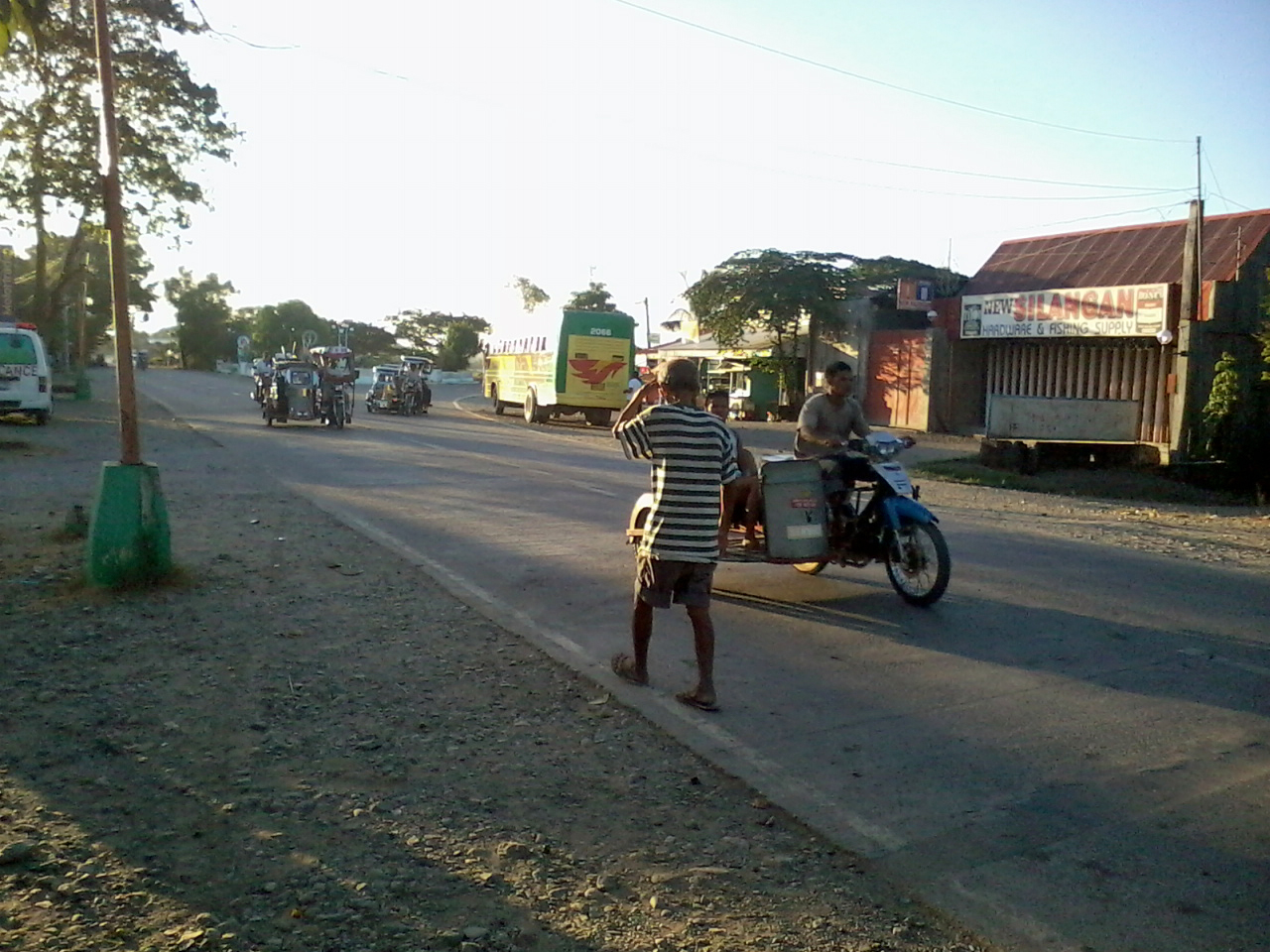
Centre-ville

| Année | Habitants | Évolution |
| ----- | --------- | --------- |
| 1995  | 25 627    | -         |
| 2000  | 30 378    | 18,54 %   |
| 2007  | 34 487    | 13,53 %   |
| 2010  | 39 237    | 13,77 %   |